# Insula delfinilor
Insula delfinilor (1963) (titlu original Dolphin Island: A Story of the People of the Sea) este un roman științifico-fantastic pentru copii al scriitorului britanic Arthur C. Clarke.

## Vezi și
- 1963 în literatură